# Подтягивающий резистор

Подтягивающий к напряжению питания резистор

Стягивающий к «земле» резистор

Подтя́гивающий рези́стор — резистор, включённый между проводником, по которому распространяется электрический сигнал, и питанием (pull-up resistor — подтягивающий вверх/подтягивающий к питанию резистор), либо между проводником и землёй (pull-down resistor — стягивающий резистор).
Подтягивающий применяется чтобы обеспечить на логическом входе, с которым соединён проводник, высокий (в первом случае) либо низкий (во втором случае) уровень напряжения в случаях:
- проводник не соединён с логическим выходом — источником сигнала;
- присоединённый логический выход может находиться в высокоимпедансном состоянии;
- когда разомкнут ключевой элемент на присоединённом логическом выходе, который является открытым выводом ключевого элемента полевой или биполярный транзистор — стоком, истоком, коллектором или эмиттером.

Цепь с подтягивающим резистором можно считать делителю напряжения из двух резисторов — с большим сопротивлением — подтягивающего или стягивающего, и с малым сопротивлением — на месте замкнутой кнопки или открытого полупроводникового ключа. При размыкании ключа его сопротивление становится много больше сопротивления резистора и потенциал точки соединения резистора и ключа становится очень близким к напряжению питания (для схемы с подтягивающим резистором) или «земли» (для стягивающего резистора).
Любой логический вход имеет некоторую ёмкость относительно земли. Если сигнал формируется открытом выводом ключевого элемента, то чем больше сопротивление подтягивающего резистора, тем больше будет время задержки при размыкании ключевого элемента. Время задержки — это промежуток времени между размыканием ключа и достижением сигнала на входе логического элемента порогового напряжения и зависит от времени нарастания или спада. Если применён подтягивающий резистор, то учитывается время нарастания сигнала. Если применён стягивающий резистор, то учитывается время спада сигнала.
Пороговое напряжение — это напряжение, при котором происходит переключение состояния выхода логического элемента.
Время спада или нарастания — это произведение сопротивления резистора на ёмкость.
При проектировании сопротивление подтягивающего резистора выбирается по известным ёмкости входа и порогового напряжения. Время спада или нарастания прямо пропорционально сопротивлению подтягивающего резистора, то есть, например, при увеличении сопротивления вдвое время спада или нарастания увеличится вдвое.